# Hussein-Beg-Moschee (Bosanski Brod)

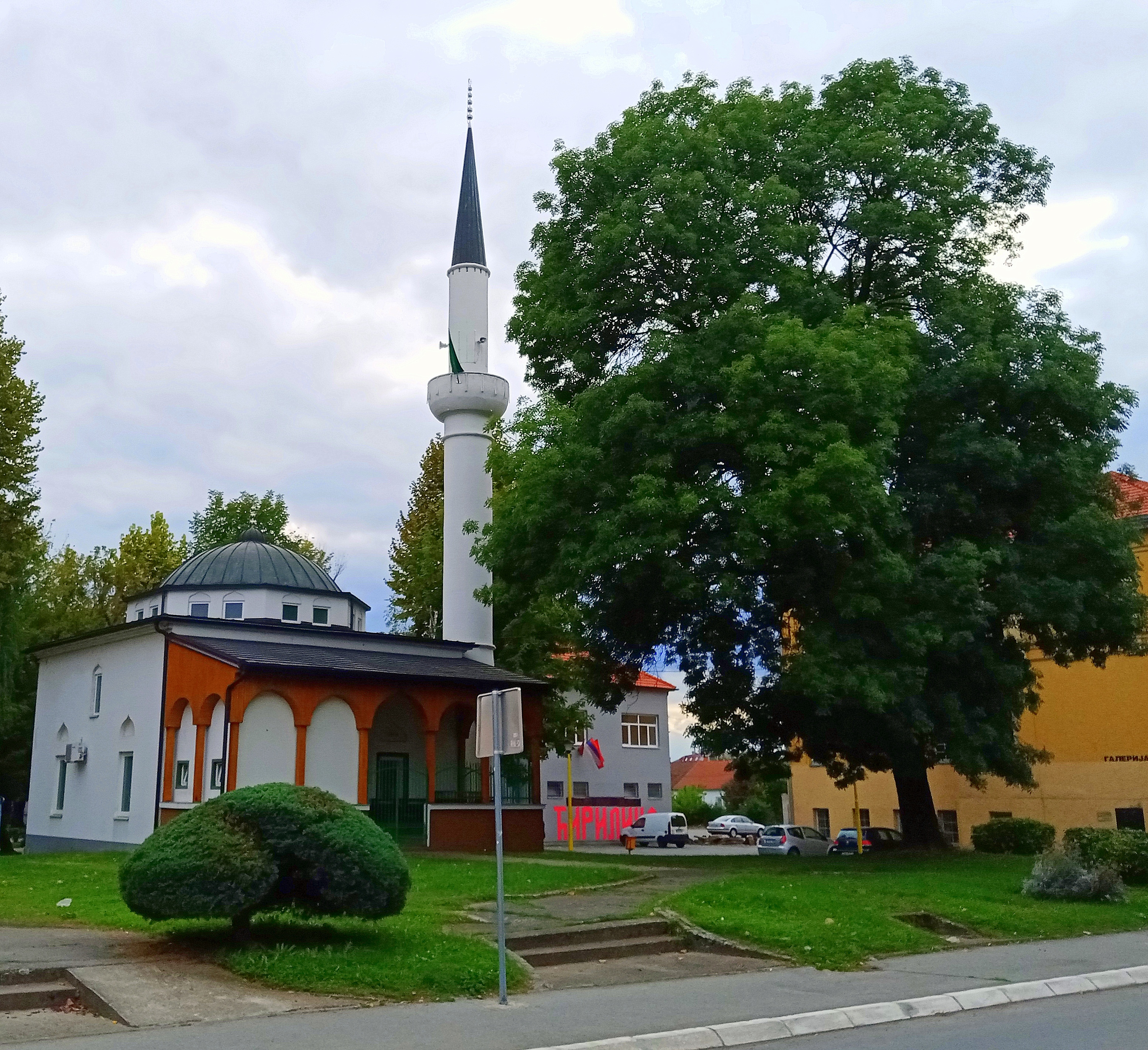
Hussein-Beg-Moschee in Bosanski Brod (2021)

Die Hussein-Beg-Moschee (bosnisch Husein-begova džamija) ist eine denkmalgeschützte Moschee in Bosanski Brod in Bosnien und Herzegowina.

## Geschichte
Die Frühgeschichte der Moschee von Bosanski Brod ist nur unzureichend geklärt. Sie soll aber bereits im 18. Jahrhundert bestanden haben. Es handelte sich um eine kleinere Moschee mit Holzminarett. Diese wurde im Jahr 1908 abgebaut und mit dem Material im nahen Dorf Sijekovac eine Moschee errichtet. An der Stelle der Moschee von Bosanski Brod erbaute man 1909 eine Kuppelmoschee.
Während des Bosnienkriegs kam es zur Zerstörung aller Sakralbauten von Bosanski Brod, wobei zuerst die serbisch-orthodoxe Kirche der Fürbitte der Heiligen Jungfrau vermint und gesprengt wurde, dann – im Oktober 1992 – die katholische St.-Elias-Kirche und die Hussein-Beg-Moschee. Im Juli 2003 wurde die Moschee unter Denkmalschutz gestellt und damit die Forderung nach dem Wiederaufbau durch die Republika Srpska in den Formen von 1992 verbunden, die auch den Harem mit beinhalten sollten. Zudem wurde gefordert, alle auffindbaren Reststücke in den Neubau zu integrieren und insbesondere das Fundament wieder auszugraben.
Benannt war die Moschee nach Hāfiz Husein ef. Hodžić, der Imam der ersten Moschee war. Seine Söhne waren ebenfalls einflussreiche Bürger: Hāfiz Mehmed war zeitweise Bürgermeister von Bosanski Brod, Hāfiz Husein ebenfalls Imam sowie Leiter der bis 1907 bestehenden Madrasa. Der Wiederaufbau wurde mit der Eröffnung am 27. November 2004 abgeschlossen. Im Jahr 2020 wurde eine Sanierung beschlossen.

## Baubeschreibung
Die Vorgängermoschee ist nur von Fotos bekannt. Sie hatte ein zirka 20 Meter hohes Minarett mit Galerie sowie einem zweigeschossigen Portikusbereich. Die Kuppelmoschee von 1909 war 10 × 10 Meter groß, ihr Minarett war 33 Meter hoch, der Portikusbereich maß 3 × 10 Meter. Das zwölfeckige Minarett stand rechts vom Eingangsbereich, links davon war der Waschbereich zu finden. In der Moschee gab es Mahfil (Gebetsempore, über die hier auch das Minarett bestiegen werden konnte), Mihrāb und Minbar. Das neue Minarett wurde 2003 mit 35 Metern Höhe geplant, hielt sich ansonsten aber an den Vorgängerbau.